# Windows DNA
Windows DNA（英語：Windows Distributed interNet Application architecture）是微軟在Windows NT與Windows 2000時期，配合當時的Microsoft BackOffice以及COM、MTS、COM+等技術所規劃的分散式應用程式（Distributed Application）開發架構，使用的是多層次架構，在Microsoft .NET出現後逐漸淡出市場。

## 成員
Windows DNA分為三個部份，前端使用者介面層（Presentation Tier）、應用程式伺服器層（Application Server Tier，或稱為商業邏輯層）與資料存取層（Data Tier）：
- 前端使用者介面層
  - Internet Explorer：Web的前端介面，使用ASP、HTML、DHTML與JavaScript等程式與標記語言。
  - Windows應用程式：Windows前端介面，使用Visual Basic、Win32 API或MFC等開發。
  - Microsoft Office應用程式：與Windows前端介面相同，但可利用Add-ins（增益集）來連接後端。
- 應用程式伺服器層
  - COM+：Windows 2000中，MTS的強化服務，作為應用程式元件的主行程。
  - MTS：Windows NT中，作為應用程式元件主行程之應用程式伺服器。
  - MSMQ：處理大量資料之佇列執行之中介伺服器。
  - DCOM：前端應用程式與應用程式伺服器間的通訊方法。
- 資料存取層
  - SQL Server：資料儲存中心。

## 外部連結
- Introducing Windows DNA: Framework for a New Generation of Computing Solutions
- Windows DNA 2000開發藍圖簡介